# TotalEnergies
TotalEnergies (do 2021 roku Total) – francuskie przedsiębiorstwo petrochemiczne, którego działalność obejmuje wydobycie i przeróbkę ropy naftowej i gazu ziemnego, a także ich transport, dystrybucję i marketing. Total jest także producentem wyrobów chemicznych. Jest jedną z pięciu największych prywatnych spółek naftowych na świecie obok ChevronTexaco, ExxonMobil, BP i Royal Dutch/Shell. Przychody firmy w 2006 r. wyniosły 153 mld euro.

## Historia
Total założony został w 1924 r. jako Compagnie française des pétroles (CFP) przez rząd francuski. CFP miała być narodową spółką z branży naftowej. Jednak od początku jej istnienia silnie zaangażowany był w nią kapitał prywatny. CFP przejęła 23% udziałów w Turkish Petroleum Company (w 1929 r. przemianowana na Iraq Petroleum Company), które wcześniej były w posiadaniu niemieckich banków, a które zostały przyznane Francji na konferencji w San Remo w 1920 r.
W 1985 r. spółka CFP zmienia nazwę na Total CFP. W 1991 r. nazwa przedsiębiorstwa ulega skróceniu do Total. Po przejęciu belgijskiego koncernu Petrofina, spółka przybiera nazwę TotalFina, a po włączeniu do grupy spółki Elf Aquitaine w 2000 r., nazwę TotalFinaElf. Spółka powraca do prostej nazwy Total w 2003 r.
Total prowadzi interesy w 130 krajach, zatrudniając 110 tys. pracowników. Obsługuje ponad 4 milionów klientów dziennie w ponad 15 000 stacjach paliw na całym świecie. Obecnie spółka Total prowadzi także działalność na polskim rynku, otwierając 100 stacji paliw w zachodniej i południowej Polsce. Plan rozwoju zakłada również rozszerzenie obszaru działalności na inne regiony kraju.
Przywódcy Totala byli świadomi szkodliwych skutków globalnego ocieplenia przynajmniej od 1971 roku; Mimo to firma otwarcie zaprzeczała odkryciom nauk o klimacie aż do lat 90.; Total realizował również szereg strategii, aby ukryć zagrożenie i wkład w kryzys klimatyczny.

## Produkcja firmy Total według obszarów geograficznych w 2006 r.
| Region Geograficzny            | Ropa naftowa tysiące baryłek/dzień | Gaz ziemny tysiące m³/dzień | Łącznie tysiące boe/dzień |
| ------------------------------ | ---------------------------------- | --------------------------- | ------------------------- |
| Afryka                         | 603                                | 13,56                       | 694                       |
| Angola                         | 108                                | 0,68                        | 112                       |
| Kamerun                        | 13                                 | 0,06                        | 13                        |
| Kongo                          | 93                                 | 0,62                        | 97                        |
| Gabon                          | 82                                 | 0,77                        | 87                        |
| Libia                          | 84                                 | 2,38                        |                           |
| Nigeria                        | 188                                | 7,79                        | 242                       |
| Ameryka Północna               | 7                                  | 1,33                        | 16                        |
| Kanada                         | 1                                  | 0,03                        | < 1                       |
| Stany Zjednoczone              | 6                                  | 1,33                        | 15                        |
| Ameryka Południowa             | 119                                | 16,93                       | 226                       |
| Argentyna                      | 11                                 | 10,62                       | 78                        |
| Boliwia                        | 3                                  | 2,75                        | 21                        |
| Kolumbia                       | 13                                 | 1,22                        | 22                        |
| Trynidad i Tobago              | 9                                  | 0,06                        | 9                         |
| Wenezuela                      | 83                                 | 2,29                        | 96                        |
| Azja i Bliski Wschód           | 29                                 | 36,30                       | 253                       |
| Brunei                         | 3                                  | 1,84                        | 15                        |
| Indonezja                      | 20                                 | 25,23                       | 182                       |
| Mjanma –                       | 121                                | 0,42                        | 109                       |
| Tajlandia                      | 6                                  | 5,80                        | 41                        |
| Wspólnota Niepodległych Państw | 7                                  | 0,06                        | 8                         |
| Azerbejdżan                    | < 1                                | < 0,03                      | < 1                       |
| Rosja                          | 7                                  | 0,06                        | 8                         |
| Europa                         | 365                                | 55,78                       | 728                       |
| Francja                        | 6                                  | 3,51                        | 30                        |
| Holandia                       | 1                                  | 6,99                        | 44                        |
| Norwegia                       | 237                                | 20,56                       | 372                       |
| Wielka Brytania                | 121                                | 24,72                       | 282                       |
| Bliski Wschód                  | 88                                 | 0,31                        | 90                        |
| Zjednoczone Emiraty Arabskie   | 14                                 | 0,17                        | 15                        |
| Iran                           | 20                                 | 0,65                        | 26                        |
| Katar                          | 29                                 | 0,08                        | 29                        |
| Syria                          | 16                                 | 0,06                        | 7                         |
| Jemen                          | 9                                  | 0,23                        | 7                         |
| Całkowita produkcja            | 1 218                              | 124,28                      | 2 015                     |